# 和平门 (西安)
34°15′13″N 108°57′31″E / 34.25358°N 108.95865°E

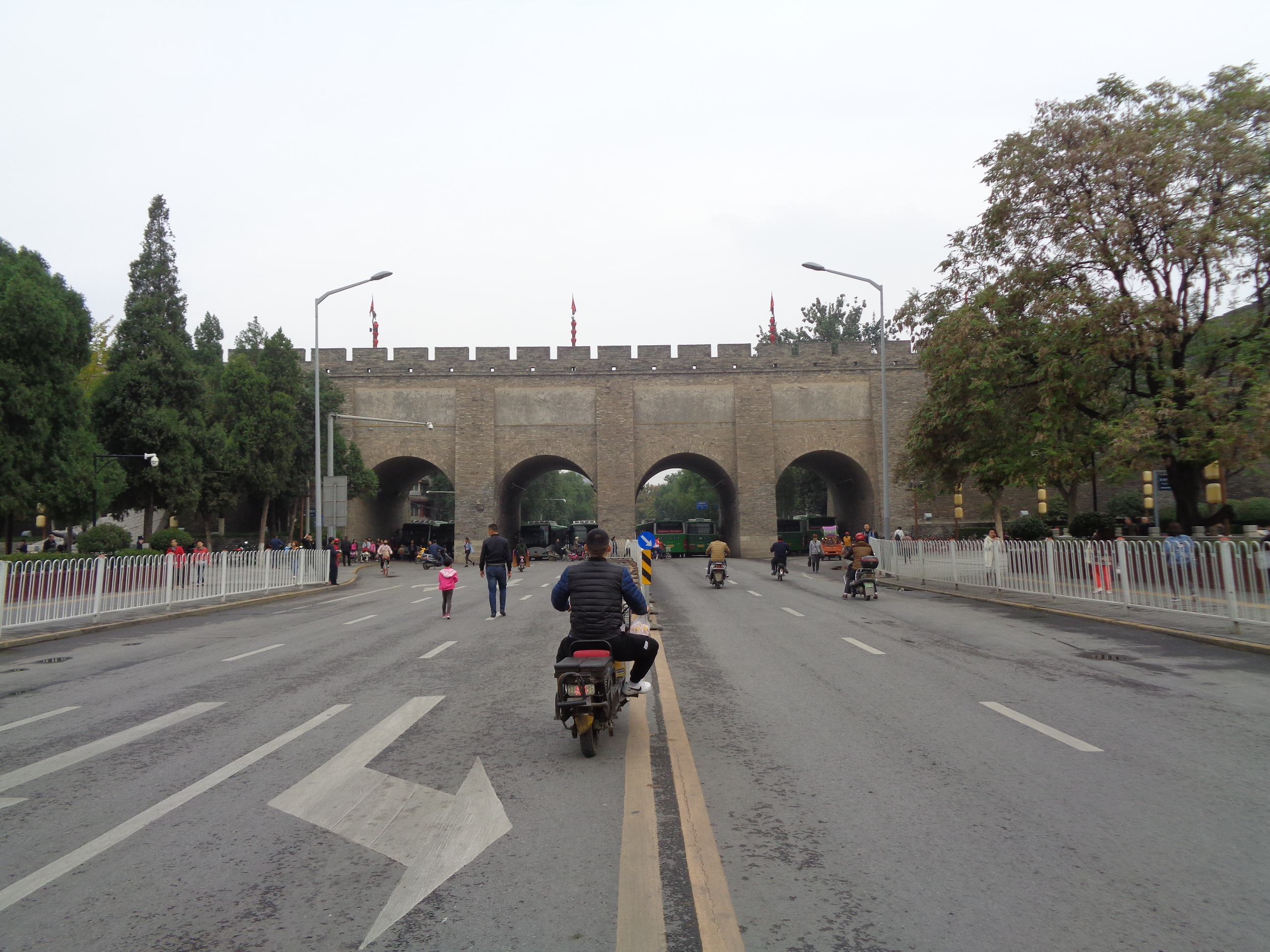
和平门

和平门，是西安城墙南侧的一座城门，位于永宁门以东，和平路南端，1953年开辟，以和平路名“和平门”。

## 历史
民国28年（1939年），曾拟于大差市街（今和平路）南端开辟防空便门，并计划命名“东南门”或“定原门”，后因故搁置。
1953年，开辟城门，砌四券洞，以和平路名“和平门”。

## 地理位置
现城门内为和平路，城门外为雁塔路。和平门与火车站、大差市、大雁塔在一条轴线上。